# ماچینا
ماچینا (به صربی: Mačina) یک منطقهٔ مسکونی در صربستان است که در پروکوپلیه واقع شده‌است. ماچینا ۶۷ نفر جمعیت دارد.